# ALL JAPAN點播獎
ALL JAPAN點播獎（日語：ALL JAPANリクエストアワード），2001年至2002年期間存在的日本音樂獎項。是全日本有線放送大獎的後繼獎項，以及現時BEST HIT歌謠祭的前身獎項。

## 簡介
ALL JAPAN點播獎只舉辦了兩屆。兩屆都是由堺正章和藤原紀香擔任主持人。採用錄播方式，在每年11月的日本電視系的「Super Specials」時段播放。
2002年錄製節目的翌日，就有體育報洩漏出一部分獲獎名單。當年節目的收視率非常慘淡，結果2003年開始，大獎改名為「BEST HIT歌謠祭」，現場直播。
兩屆的流行樂類大獎獲獎者都是濱崎步（是她2000年—2003年四年連霸的一部分），而2002年開始創立的演歌類大獎獲獎者則為冰川清志（是他2002年—2005年四年連霸的一部分）。

## 歷屆資料
| 回数   | 播放日期       | 流行樂大獎 | 演歌大獎 | 最優秀新人獎 | 讀賣電視台特別表彰 | 最優秀歌唱獎 | 最優秀娛樂獎 |
| ------ | -------------- | ---------- | -------- | ------------ | ------------------ | ------------ | ------------ |
| 第34回 | 2001年11月17日 | 濱崎步     | -        | ZONE         | 冰川清志           | 聖堂教父     | 早安少女組。 |
| 第35回 | 2002年11月30日 | 濱崎步     | 冰川清志 | 中島美嘉     | 色情塗鴉           | 島谷瞳       | 早安少女組。 |

※回数採用包括全日本有線放送大獎的通算回數